# Petrolea
Die Petrolea war ein Öltankschiff des schwedischen Unternehmers Ludvig Nobel, das 1886 in Betrieb genommen wurde. Sie gilt, zusammen mit der zeitgleich erbauten Glückauf, als weltweit erstes seegehendes Öltankschiff moderner Bauart.

## Geschichte
Obwohl die Petrolea im Vergleich zur Glückauf relativ unbekannt geblieben ist, wurde mit ihrer Konstruktion eine herausragende schiffbautechnische Grundlage zum Bau seegehender Öltanker moderner Bauart geschaffen. Die Pläne zum Bau der Petrolea wurden schon 1884 oder früher vom leitenden schwedischen Schiffbauingenieur der Motalawerft S. Alquist erstellt. Im Sommer 1884 besprach sich Alquist, der schon einschlägige Erfahrungen im Bau moderner Binnentanker vorweisen konnte, mit dem leitenden Schiffbauingenieur der britischen Werft Armstrong & Mitchell in Low Walker, Newcastle am Tyne, Oberst Henry F. Swan, um Lloyd’s Register oder das Bureau Veritas als Klassifikationsgesellschaft für den neuartigen Schiffstyp zu gewinnen.
Mit dem Bau der Petrolea begann man sofort nach der Auftragsvergabe am 12. November 1885. Die Ablieferung des Schiffes war für die Zeit zwischen 15. Juli und 15. August 1886 vereinbart. Erst am 25. November 1885, kurz nach Baubeginn der Petrolea wurde auch der Kiel der Glückauf des Tankerreeders Wilhelm Anton Riedemann bei der Werft Armstrong & Mitchell gestreckt. Da der Bau der Petrolea sich in der Folge etwas verzögerte, kam schließlich die Glückauf am 13. Juli 1886 in Fahrt, während die Petrolea ihre Jungfernreise erst am 2. September 1886 antrat (laut Lloyd’s Register of Shipping kam sie sogar erst 1888 in Fahrt).
Nach dem Tod Nobels, taufte man die Petrolea ihm zu Ehren in Ludwig Nobel um.

## Technik
Aufbauend auf den Erfahrungen mit den vorher gebauten Binnentankern, wie der Zoroaster oder der Moses baute die Motalawerft die seegehende Petrolea. Ihre durch fünf Querschotte und ein Mittellängsschott geteilten Tankladeräume waren in obere und untere Kompartments unterteilt. Die oberen Tanks besaßen eine nach oben halbrund abgeschlossene Decke, deren äußere Begrenzung nicht bis an die Außenhaut führte. Über den Obertanks war ein herkömmlich angeordnetes schützendes Holzdeck eingebaut. Die unteren Tanks besaßen keinen Doppelboden, verfügten aber über einen dreieckig ausgeführten Längsträger je Seite. Die dreiviertel achtern angeordneten Aufbauten wurden beim Umbau durch eine mittschiffs gelegene Brücke ergänzt.